# Vodeane, Zaporijjea
Vodeane (în ucraineană Водяне) este localitatea de reședință a comunei Vodeane din raionul Zaporijjea, regiunea Zaporijjea, Ucraina.

## Demografie
Componența lingvistică a localității Vodeane
     Ucraineană (65,22%)
     Rusă (34,78%)
Conform recensământului din 2001, majoritatea populației localității Vodeane era vorbitoare de ucraineană (65,22%), existând în minoritate și vorbitori de rusă (34,78%).